# 索西瓦河

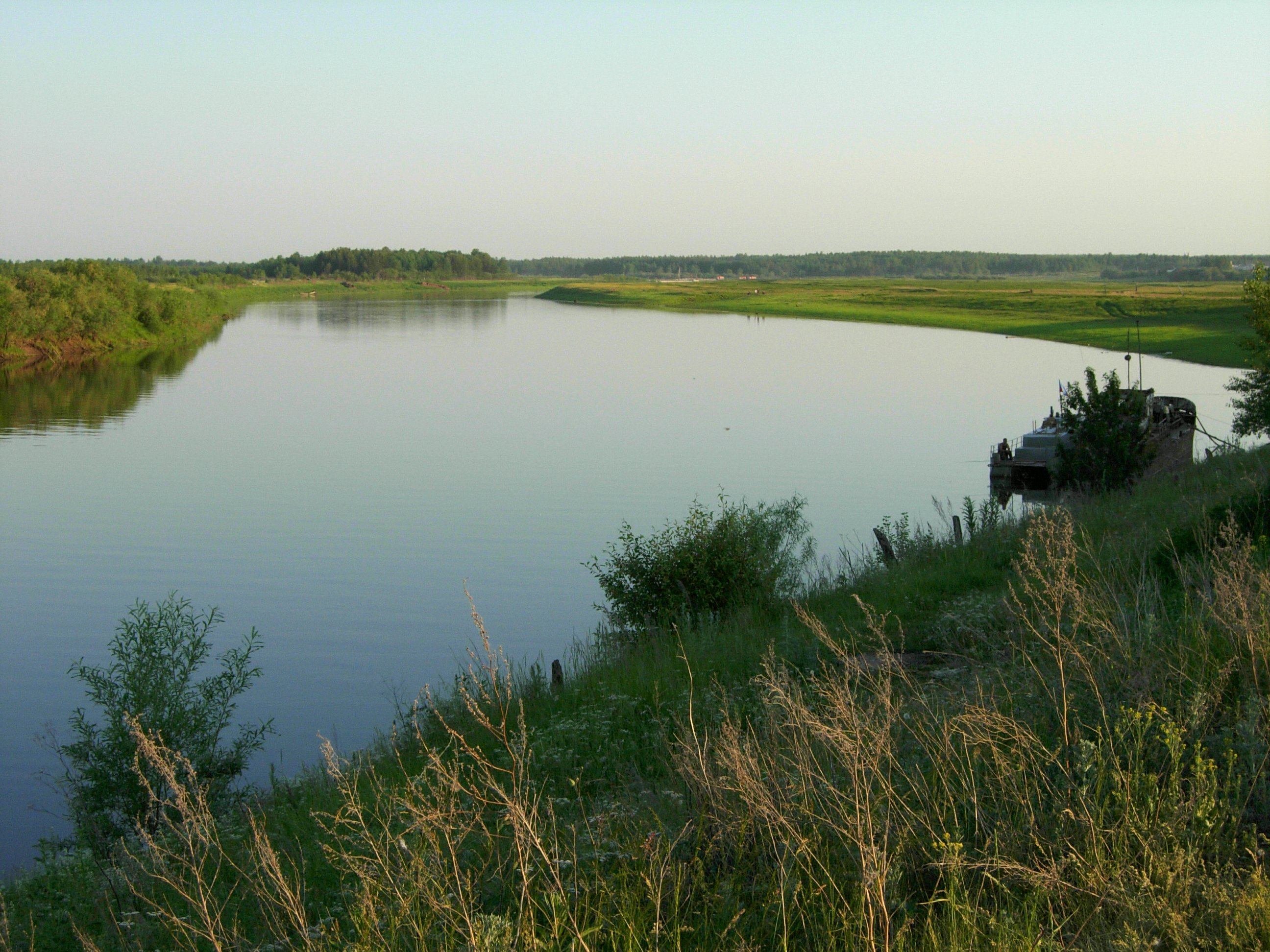
索西瓦河

索西瓦河是俄羅斯的河流，位於斯維爾德洛夫斯克州內，屬於塔夫達河的右支流，發源自烏拉爾山脈北部東麓，流經西西伯利亞平原，河道全長635公里，流域面積24,700平方公里，河水主要來自融雪，在每年11月上旬開始結冰，直至翌年4月，主要支流有卡克瓦河和圖里亞河。河畔聚居地有索西瓦和加里。
59°32′59″N 62°20′4″E / 59.54972°N 62.33444°E